# Irina Kundius
Irina Kundius –en ruso, Ирина Кундиус– (Yeisk, 21 de noviembre de 1995) es una deportista rusa que compite en gimnasia en la modalidad de trampolín.
Ganó una medalla de bronce en el Campeonato Mundial de Gimnasia en Trampolín de 2022 y una medalla de plata en el Campeonato Europeo de Gimnasia en Trampolín de 2014, ambas en la prueba por equipo. En los Juegos Europeos de Minsk 2019 obtuvo una medalla de bronce en la prueba sincronizada.

## Palmarés internacional
| Campeonato Mundial | Campeonato Mundial   | Campeonato Mundial | Campeonato Mundial |
| Año                | Lugar                | Medalla            | Prueba             |
| ------------------ | -------------------- | ------------------ | ------------------ |
| 2021               | Bakú (Azerbaiyán)    | Medalla de bronce  | Equipo             |
| Juegos Europeos    |                      |                    |                    |
| Año                | Lugar                | Medalla            | Prueba             |
| 2019               | Minsk (Bielorrusia)  | Medalla de bronce  | Sincronizado       |
| Campeonato Europeo |                      |                    |                    |
| Año                | Lugar                | Medalla            | Prueba             |
| 2014               | Guimarães (Portugal) | Medalla de plata   | Equipo             |